# Ланге, Макс
Макс Ла́нге (нем. Max Lange; 7 августа 1832, Магдебург — 8 декабря 1899, Лейпциг) — немецкий шахматист, шахматный композитор. Доктор права, юрист, публицист, журналист.,

## Биография
В 1858—1864 редактор журнала Deutsche Schachzeitung (Дойче шахцайтунг — «Немецкий шахматный журнал»). Один из основателей Западногерманского шахматного союза (Westdeutscher Schachbund, WDSB) — первого регионального объединения немецких шахматистов (1861). Один из основателей и второй президент (1894—1899) Германского шахматного союза (DSB).
Издал сборник всех партий Морфи.

## Вклад в теорию дебютов
|   | a | b | c | d | e | f | g | h |   |
| - | --- | --- | --- | --- | --- | --- | --- | --- | - |
| 8 | a8 чёрная ладья · c8 чёрный слон · d8 чёрный ферзь · e8 чёрный король · h8 чёрная ладья · a7 чёрная пешка · b7 чёрная пешка · c7 чёрная пешка · d7 чёрная пешка · f7 чёрная пешка · g7 чёрная пешка · h7 чёрная пешка · c6 чёрный конь · f6 чёрный конь · c5 чёрный слон · e5 белая пешка · c4 белый слон · d4 чёрная пешка · f3 белый конь · a2 белая пешка · b2 белая пешка · c2 белая пешка · f2 белая пешка · g2 белая пешка · h2 белая пешка · a1 белая ладья · b1 белый конь · c1 белый слон · d1 белый ферзь · f1 белая ладья · g1 белый король | a8 чёрная ладья · c8 чёрный слон · d8 чёрный ферзь · e8 чёрный король · h8 чёрная ладья · a7 чёрная пешка · b7 чёрная пешка · c7 чёрная пешка · d7 чёрная пешка · f7 чёрная пешка · g7 чёрная пешка · h7 чёрная пешка · c6 чёрный конь · f6 чёрный конь · c5 чёрный слон · e5 белая пешка · c4 белый слон · d4 чёрная пешка · f3 белый конь · a2 белая пешка · b2 белая пешка · c2 белая пешка · f2 белая пешка · g2 белая пешка · h2 белая пешка · a1 белая ладья · b1 белый конь · c1 белый слон · d1 белый ферзь · f1 белая ладья · g1 белый король | a8 чёрная ладья · c8 чёрный слон · d8 чёрный ферзь · e8 чёрный король · h8 чёрная ладья · a7 чёрная пешка · b7 чёрная пешка · c7 чёрная пешка · d7 чёрная пешка · f7 чёрная пешка · g7 чёрная пешка · h7 чёрная пешка · c6 чёрный конь · f6 чёрный конь · c5 чёрный слон · e5 белая пешка · c4 белый слон · d4 чёрная пешка · f3 белый конь · a2 белая пешка · b2 белая пешка · c2 белая пешка · f2 белая пешка · g2 белая пешка · h2 белая пешка · a1 белая ладья · b1 белый конь · c1 белый слон · d1 белый ферзь · f1 белая ладья · g1 белый король | a8 чёрная ладья · c8 чёрный слон · d8 чёрный ферзь · e8 чёрный король · h8 чёрная ладья · a7 чёрная пешка · b7 чёрная пешка · c7 чёрная пешка · d7 чёрная пешка · f7 чёрная пешка · g7 чёрная пешка · h7 чёрная пешка · c6 чёрный конь · f6 чёрный конь · c5 чёрный слон · e5 белая пешка · c4 белый слон · d4 чёрная пешка · f3 белый конь · a2 белая пешка · b2 белая пешка · c2 белая пешка · f2 белая пешка · g2 белая пешка · h2 белая пешка · a1 белая ладья · b1 белый конь · c1 белый слон · d1 белый ферзь · f1 белая ладья · g1 белый король | a8 чёрная ладья · c8 чёрный слон · d8 чёрный ферзь · e8 чёрный король · h8 чёрная ладья · a7 чёрная пешка · b7 чёрная пешка · c7 чёрная пешка · d7 чёрная пешка · f7 чёрная пешка · g7 чёрная пешка · h7 чёрная пешка · c6 чёрный конь · f6 чёрный конь · c5 чёрный слон · e5 белая пешка · c4 белый слон · d4 чёрная пешка · f3 белый конь · a2 белая пешка · b2 белая пешка · c2 белая пешка · f2 белая пешка · g2 белая пешка · h2 белая пешка · a1 белая ладья · b1 белый конь · c1 белый слон · d1 белый ферзь · f1 белая ладья · g1 белый король | a8 чёрная ладья · c8 чёрный слон · d8 чёрный ферзь · e8 чёрный король · h8 чёрная ладья · a7 чёрная пешка · b7 чёрная пешка · c7 чёрная пешка · d7 чёрная пешка · f7 чёрная пешка · g7 чёрная пешка · h7 чёрная пешка · c6 чёрный конь · f6 чёрный конь · c5 чёрный слон · e5 белая пешка · c4 белый слон · d4 чёрная пешка · f3 белый конь · a2 белая пешка · b2 белая пешка · c2 белая пешка · f2 белая пешка · g2 белая пешка · h2 белая пешка · a1 белая ладья · b1 белый конь · c1 белый слон · d1 белый ферзь · f1 белая ладья · g1 белый король | a8 чёрная ладья · c8 чёрный слон · d8 чёрный ферзь · e8 чёрный король · h8 чёрная ладья · a7 чёрная пешка · b7 чёрная пешка · c7 чёрная пешка · d7 чёрная пешка · f7 чёрная пешка · g7 чёрная пешка · h7 чёрная пешка · c6 чёрный конь · f6 чёрный конь · c5 чёрный слон · e5 белая пешка · c4 белый слон · d4 чёрная пешка · f3 белый конь · a2 белая пешка · b2 белая пешка · c2 белая пешка · f2 белая пешка · g2 белая пешка · h2 белая пешка · a1 белая ладья · b1 белый конь · c1 белый слон · d1 белый ферзь · f1 белая ладья · g1 белый король | a8 чёрная ладья · c8 чёрный слон · d8 чёрный ферзь · e8 чёрный король · h8 чёрная ладья · a7 чёрная пешка · b7 чёрная пешка · c7 чёрная пешка · d7 чёрная пешка · f7 чёрная пешка · g7 чёрная пешка · h7 чёрная пешка · c6 чёрный конь · f6 чёрный конь · c5 чёрный слон · e5 белая пешка · c4 белый слон · d4 чёрная пешка · f3 белый конь · a2 белая пешка · b2 белая пешка · c2 белая пешка · f2 белая пешка · g2 белая пешка · h2 белая пешка · a1 белая ладья · b1 белый конь · c1 белый слон · d1 белый ферзь · f1 белая ладья · g1 белый король | 8 |
| 7 | a8 чёрная ладья · c8 чёрный слон · d8 чёрный ферзь · e8 чёрный король · h8 чёрная ладья · a7 чёрная пешка · b7 чёрная пешка · c7 чёрная пешка · d7 чёрная пешка · f7 чёрная пешка · g7 чёрная пешка · h7 чёрная пешка · c6 чёрный конь · f6 чёрный конь · c5 чёрный слон · e5 белая пешка · c4 белый слон · d4 чёрная пешка · f3 белый конь · a2 белая пешка · b2 белая пешка · c2 белая пешка · f2 белая пешка · g2 белая пешка · h2 белая пешка · a1 белая ладья · b1 белый конь · c1 белый слон · d1 белый ферзь · f1 белая ладья · g1 белый король | a8 чёрная ладья · c8 чёрный слон · d8 чёрный ферзь · e8 чёрный король · h8 чёрная ладья · a7 чёрная пешка · b7 чёрная пешка · c7 чёрная пешка · d7 чёрная пешка · f7 чёрная пешка · g7 чёрная пешка · h7 чёрная пешка · c6 чёрный конь · f6 чёрный конь · c5 чёрный слон · e5 белая пешка · c4 белый слон · d4 чёрная пешка · f3 белый конь · a2 белая пешка · b2 белая пешка · c2 белая пешка · f2 белая пешка · g2 белая пешка · h2 белая пешка · a1 белая ладья · b1 белый конь · c1 белый слон · d1 белый ферзь · f1 белая ладья · g1 белый король | a8 чёрная ладья · c8 чёрный слон · d8 чёрный ферзь · e8 чёрный король · h8 чёрная ладья · a7 чёрная пешка · b7 чёрная пешка · c7 чёрная пешка · d7 чёрная пешка · f7 чёрная пешка · g7 чёрная пешка · h7 чёрная пешка · c6 чёрный конь · f6 чёрный конь · c5 чёрный слон · e5 белая пешка · c4 белый слон · d4 чёрная пешка · f3 белый конь · a2 белая пешка · b2 белая пешка · c2 белая пешка · f2 белая пешка · g2 белая пешка · h2 белая пешка · a1 белая ладья · b1 белый конь · c1 белый слон · d1 белый ферзь · f1 белая ладья · g1 белый король | a8 чёрная ладья · c8 чёрный слон · d8 чёрный ферзь · e8 чёрный король · h8 чёрная ладья · a7 чёрная пешка · b7 чёрная пешка · c7 чёрная пешка · d7 чёрная пешка · f7 чёрная пешка · g7 чёрная пешка · h7 чёрная пешка · c6 чёрный конь · f6 чёрный конь · c5 чёрный слон · e5 белая пешка · c4 белый слон · d4 чёрная пешка · f3 белый конь · a2 белая пешка · b2 белая пешка · c2 белая пешка · f2 белая пешка · g2 белая пешка · h2 белая пешка · a1 белая ладья · b1 белый конь · c1 белый слон · d1 белый ферзь · f1 белая ладья · g1 белый король | a8 чёрная ладья · c8 чёрный слон · d8 чёрный ферзь · e8 чёрный король · h8 чёрная ладья · a7 чёрная пешка · b7 чёрная пешка · c7 чёрная пешка · d7 чёрная пешка · f7 чёрная пешка · g7 чёрная пешка · h7 чёрная пешка · c6 чёрный конь · f6 чёрный конь · c5 чёрный слон · e5 белая пешка · c4 белый слон · d4 чёрная пешка · f3 белый конь · a2 белая пешка · b2 белая пешка · c2 белая пешка · f2 белая пешка · g2 белая пешка · h2 белая пешка · a1 белая ладья · b1 белый конь · c1 белый слон · d1 белый ферзь · f1 белая ладья · g1 белый король | a8 чёрная ладья · c8 чёрный слон · d8 чёрный ферзь · e8 чёрный король · h8 чёрная ладья · a7 чёрная пешка · b7 чёрная пешка · c7 чёрная пешка · d7 чёрная пешка · f7 чёрная пешка · g7 чёрная пешка · h7 чёрная пешка · c6 чёрный конь · f6 чёрный конь · c5 чёрный слон · e5 белая пешка · c4 белый слон · d4 чёрная пешка · f3 белый конь · a2 белая пешка · b2 белая пешка · c2 белая пешка · f2 белая пешка · g2 белая пешка · h2 белая пешка · a1 белая ладья · b1 белый конь · c1 белый слон · d1 белый ферзь · f1 белая ладья · g1 белый король | a8 чёрная ладья · c8 чёрный слон · d8 чёрный ферзь · e8 чёрный король · h8 чёрная ладья · a7 чёрная пешка · b7 чёрная пешка · c7 чёрная пешка · d7 чёрная пешка · f7 чёрная пешка · g7 чёрная пешка · h7 чёрная пешка · c6 чёрный конь · f6 чёрный конь · c5 чёрный слон · e5 белая пешка · c4 белый слон · d4 чёрная пешка · f3 белый конь · a2 белая пешка · b2 белая пешка · c2 белая пешка · f2 белая пешка · g2 белая пешка · h2 белая пешка · a1 белая ладья · b1 белый конь · c1 белый слон · d1 белый ферзь · f1 белая ладья · g1 белый король | a8 чёрная ладья · c8 чёрный слон · d8 чёрный ферзь · e8 чёрный король · h8 чёрная ладья · a7 чёрная пешка · b7 чёрная пешка · c7 чёрная пешка · d7 чёрная пешка · f7 чёрная пешка · g7 чёрная пешка · h7 чёрная пешка · c6 чёрный конь · f6 чёрный конь · c5 чёрный слон · e5 белая пешка · c4 белый слон · d4 чёрная пешка · f3 белый конь · a2 белая пешка · b2 белая пешка · c2 белая пешка · f2 белая пешка · g2 белая пешка · h2 белая пешка · a1 белая ладья · b1 белый конь · c1 белый слон · d1 белый ферзь · f1 белая ладья · g1 белый король | 7 |
| 6 | a8 чёрная ладья · c8 чёрный слон · d8 чёрный ферзь · e8 чёрный король · h8 чёрная ладья · a7 чёрная пешка · b7 чёрная пешка · c7 чёрная пешка · d7 чёрная пешка · f7 чёрная пешка · g7 чёрная пешка · h7 чёрная пешка · c6 чёрный конь · f6 чёрный конь · c5 чёрный слон · e5 белая пешка · c4 белый слон · d4 чёрная пешка · f3 белый конь · a2 белая пешка · b2 белая пешка · c2 белая пешка · f2 белая пешка · g2 белая пешка · h2 белая пешка · a1 белая ладья · b1 белый конь · c1 белый слон · d1 белый ферзь · f1 белая ладья · g1 белый король | a8 чёрная ладья · c8 чёрный слон · d8 чёрный ферзь · e8 чёрный король · h8 чёрная ладья · a7 чёрная пешка · b7 чёрная пешка · c7 чёрная пешка · d7 чёрная пешка · f7 чёрная пешка · g7 чёрная пешка · h7 чёрная пешка · c6 чёрный конь · f6 чёрный конь · c5 чёрный слон · e5 белая пешка · c4 белый слон · d4 чёрная пешка · f3 белый конь · a2 белая пешка · b2 белая пешка · c2 белая пешка · f2 белая пешка · g2 белая пешка · h2 белая пешка · a1 белая ладья · b1 белый конь · c1 белый слон · d1 белый ферзь · f1 белая ладья · g1 белый король | a8 чёрная ладья · c8 чёрный слон · d8 чёрный ферзь · e8 чёрный король · h8 чёрная ладья · a7 чёрная пешка · b7 чёрная пешка · c7 чёрная пешка · d7 чёрная пешка · f7 чёрная пешка · g7 чёрная пешка · h7 чёрная пешка · c6 чёрный конь · f6 чёрный конь · c5 чёрный слон · e5 белая пешка · c4 белый слон · d4 чёрная пешка · f3 белый конь · a2 белая пешка · b2 белая пешка · c2 белая пешка · f2 белая пешка · g2 белая пешка · h2 белая пешка · a1 белая ладья · b1 белый конь · c1 белый слон · d1 белый ферзь · f1 белая ладья · g1 белый король | a8 чёрная ладья · c8 чёрный слон · d8 чёрный ферзь · e8 чёрный король · h8 чёрная ладья · a7 чёрная пешка · b7 чёрная пешка · c7 чёрная пешка · d7 чёрная пешка · f7 чёрная пешка · g7 чёрная пешка · h7 чёрная пешка · c6 чёрный конь · f6 чёрный конь · c5 чёрный слон · e5 белая пешка · c4 белый слон · d4 чёрная пешка · f3 белый конь · a2 белая пешка · b2 белая пешка · c2 белая пешка · f2 белая пешка · g2 белая пешка · h2 белая пешка · a1 белая ладья · b1 белый конь · c1 белый слон · d1 белый ферзь · f1 белая ладья · g1 белый король | a8 чёрная ладья · c8 чёрный слон · d8 чёрный ферзь · e8 чёрный король · h8 чёрная ладья · a7 чёрная пешка · b7 чёрная пешка · c7 чёрная пешка · d7 чёрная пешка · f7 чёрная пешка · g7 чёрная пешка · h7 чёрная пешка · c6 чёрный конь · f6 чёрный конь · c5 чёрный слон · e5 белая пешка · c4 белый слон · d4 чёрная пешка · f3 белый конь · a2 белая пешка · b2 белая пешка · c2 белая пешка · f2 белая пешка · g2 белая пешка · h2 белая пешка · a1 белая ладья · b1 белый конь · c1 белый слон · d1 белый ферзь · f1 белая ладья · g1 белый король | a8 чёрная ладья · c8 чёрный слон · d8 чёрный ферзь · e8 чёрный король · h8 чёрная ладья · a7 чёрная пешка · b7 чёрная пешка · c7 чёрная пешка · d7 чёрная пешка · f7 чёрная пешка · g7 чёрная пешка · h7 чёрная пешка · c6 чёрный конь · f6 чёрный конь · c5 чёрный слон · e5 белая пешка · c4 белый слон · d4 чёрная пешка · f3 белый конь · a2 белая пешка · b2 белая пешка · c2 белая пешка · f2 белая пешка · g2 белая пешка · h2 белая пешка · a1 белая ладья · b1 белый конь · c1 белый слон · d1 белый ферзь · f1 белая ладья · g1 белый король | a8 чёрная ладья · c8 чёрный слон · d8 чёрный ферзь · e8 чёрный король · h8 чёрная ладья · a7 чёрная пешка · b7 чёрная пешка · c7 чёрная пешка · d7 чёрная пешка · f7 чёрная пешка · g7 чёрная пешка · h7 чёрная пешка · c6 чёрный конь · f6 чёрный конь · c5 чёрный слон · e5 белая пешка · c4 белый слон · d4 чёрная пешка · f3 белый конь · a2 белая пешка · b2 белая пешка · c2 белая пешка · f2 белая пешка · g2 белая пешка · h2 белая пешка · a1 белая ладья · b1 белый конь · c1 белый слон · d1 белый ферзь · f1 белая ладья · g1 белый король | a8 чёрная ладья · c8 чёрный слон · d8 чёрный ферзь · e8 чёрный король · h8 чёрная ладья · a7 чёрная пешка · b7 чёрная пешка · c7 чёрная пешка · d7 чёрная пешка · f7 чёрная пешка · g7 чёрная пешка · h7 чёрная пешка · c6 чёрный конь · f6 чёрный конь · c5 чёрный слон · e5 белая пешка · c4 белый слон · d4 чёрная пешка · f3 белый конь · a2 белая пешка · b2 белая пешка · c2 белая пешка · f2 белая пешка · g2 белая пешка · h2 белая пешка · a1 белая ладья · b1 белый конь · c1 белый слон · d1 белый ферзь · f1 белая ладья · g1 белый король | 6 |
| 5 | a8 чёрная ладья · c8 чёрный слон · d8 чёрный ферзь · e8 чёрный король · h8 чёрная ладья · a7 чёрная пешка · b7 чёрная пешка · c7 чёрная пешка · d7 чёрная пешка · f7 чёрная пешка · g7 чёрная пешка · h7 чёрная пешка · c6 чёрный конь · f6 чёрный конь · c5 чёрный слон · e5 белая пешка · c4 белый слон · d4 чёрная пешка · f3 белый конь · a2 белая пешка · b2 белая пешка · c2 белая пешка · f2 белая пешка · g2 белая пешка · h2 белая пешка · a1 белая ладья · b1 белый конь · c1 белый слон · d1 белый ферзь · f1 белая ладья · g1 белый король | a8 чёрная ладья · c8 чёрный слон · d8 чёрный ферзь · e8 чёрный король · h8 чёрная ладья · a7 чёрная пешка · b7 чёрная пешка · c7 чёрная пешка · d7 чёрная пешка · f7 чёрная пешка · g7 чёрная пешка · h7 чёрная пешка · c6 чёрный конь · f6 чёрный конь · c5 чёрный слон · e5 белая пешка · c4 белый слон · d4 чёрная пешка · f3 белый конь · a2 белая пешка · b2 белая пешка · c2 белая пешка · f2 белая пешка · g2 белая пешка · h2 белая пешка · a1 белая ладья · b1 белый конь · c1 белый слон · d1 белый ферзь · f1 белая ладья · g1 белый король | a8 чёрная ладья · c8 чёрный слон · d8 чёрный ферзь · e8 чёрный король · h8 чёрная ладья · a7 чёрная пешка · b7 чёрная пешка · c7 чёрная пешка · d7 чёрная пешка · f7 чёрная пешка · g7 чёрная пешка · h7 чёрная пешка · c6 чёрный конь · f6 чёрный конь · c5 чёрный слон · e5 белая пешка · c4 белый слон · d4 чёрная пешка · f3 белый конь · a2 белая пешка · b2 белая пешка · c2 белая пешка · f2 белая пешка · g2 белая пешка · h2 белая пешка · a1 белая ладья · b1 белый конь · c1 белый слон · d1 белый ферзь · f1 белая ладья · g1 белый король | a8 чёрная ладья · c8 чёрный слон · d8 чёрный ферзь · e8 чёрный король · h8 чёрная ладья · a7 чёрная пешка · b7 чёрная пешка · c7 чёрная пешка · d7 чёрная пешка · f7 чёрная пешка · g7 чёрная пешка · h7 чёрная пешка · c6 чёрный конь · f6 чёрный конь · c5 чёрный слон · e5 белая пешка · c4 белый слон · d4 чёрная пешка · f3 белый конь · a2 белая пешка · b2 белая пешка · c2 белая пешка · f2 белая пешка · g2 белая пешка · h2 белая пешка · a1 белая ладья · b1 белый конь · c1 белый слон · d1 белый ферзь · f1 белая ладья · g1 белый король | a8 чёрная ладья · c8 чёрный слон · d8 чёрный ферзь · e8 чёрный король · h8 чёрная ладья · a7 чёрная пешка · b7 чёрная пешка · c7 чёрная пешка · d7 чёрная пешка · f7 чёрная пешка · g7 чёрная пешка · h7 чёрная пешка · c6 чёрный конь · f6 чёрный конь · c5 чёрный слон · e5 белая пешка · c4 белый слон · d4 чёрная пешка · f3 белый конь · a2 белая пешка · b2 белая пешка · c2 белая пешка · f2 белая пешка · g2 белая пешка · h2 белая пешка · a1 белая ладья · b1 белый конь · c1 белый слон · d1 белый ферзь · f1 белая ладья · g1 белый король | a8 чёрная ладья · c8 чёрный слон · d8 чёрный ферзь · e8 чёрный король · h8 чёрная ладья · a7 чёрная пешка · b7 чёрная пешка · c7 чёрная пешка · d7 чёрная пешка · f7 чёрная пешка · g7 чёрная пешка · h7 чёрная пешка · c6 чёрный конь · f6 чёрный конь · c5 чёрный слон · e5 белая пешка · c4 белый слон · d4 чёрная пешка · f3 белый конь · a2 белая пешка · b2 белая пешка · c2 белая пешка · f2 белая пешка · g2 белая пешка · h2 белая пешка · a1 белая ладья · b1 белый конь · c1 белый слон · d1 белый ферзь · f1 белая ладья · g1 белый король | a8 чёрная ладья · c8 чёрный слон · d8 чёрный ферзь · e8 чёрный король · h8 чёрная ладья · a7 чёрная пешка · b7 чёрная пешка · c7 чёрная пешка · d7 чёрная пешка · f7 чёрная пешка · g7 чёрная пешка · h7 чёрная пешка · c6 чёрный конь · f6 чёрный конь · c5 чёрный слон · e5 белая пешка · c4 белый слон · d4 чёрная пешка · f3 белый конь · a2 белая пешка · b2 белая пешка · c2 белая пешка · f2 белая пешка · g2 белая пешка · h2 белая пешка · a1 белая ладья · b1 белый конь · c1 белый слон · d1 белый ферзь · f1 белая ладья · g1 белый король | a8 чёрная ладья · c8 чёрный слон · d8 чёрный ферзь · e8 чёрный король · h8 чёрная ладья · a7 чёрная пешка · b7 чёрная пешка · c7 чёрная пешка · d7 чёрная пешка · f7 чёрная пешка · g7 чёрная пешка · h7 чёрная пешка · c6 чёрный конь · f6 чёрный конь · c5 чёрный слон · e5 белая пешка · c4 белый слон · d4 чёрная пешка · f3 белый конь · a2 белая пешка · b2 белая пешка · c2 белая пешка · f2 белая пешка · g2 белая пешка · h2 белая пешка · a1 белая ладья · b1 белый конь · c1 белый слон · d1 белый ферзь · f1 белая ладья · g1 белый король | 5 |
| 4 | a8 чёрная ладья · c8 чёрный слон · d8 чёрный ферзь · e8 чёрный король · h8 чёрная ладья · a7 чёрная пешка · b7 чёрная пешка · c7 чёрная пешка · d7 чёрная пешка · f7 чёрная пешка · g7 чёрная пешка · h7 чёрная пешка · c6 чёрный конь · f6 чёрный конь · c5 чёрный слон · e5 белая пешка · c4 белый слон · d4 чёрная пешка · f3 белый конь · a2 белая пешка · b2 белая пешка · c2 белая пешка · f2 белая пешка · g2 белая пешка · h2 белая пешка · a1 белая ладья · b1 белый конь · c1 белый слон · d1 белый ферзь · f1 белая ладья · g1 белый король | a8 чёрная ладья · c8 чёрный слон · d8 чёрный ферзь · e8 чёрный король · h8 чёрная ладья · a7 чёрная пешка · b7 чёрная пешка · c7 чёрная пешка · d7 чёрная пешка · f7 чёрная пешка · g7 чёрная пешка · h7 чёрная пешка · c6 чёрный конь · f6 чёрный конь · c5 чёрный слон · e5 белая пешка · c4 белый слон · d4 чёрная пешка · f3 белый конь · a2 белая пешка · b2 белая пешка · c2 белая пешка · f2 белая пешка · g2 белая пешка · h2 белая пешка · a1 белая ладья · b1 белый конь · c1 белый слон · d1 белый ферзь · f1 белая ладья · g1 белый король | a8 чёрная ладья · c8 чёрный слон · d8 чёрный ферзь · e8 чёрный король · h8 чёрная ладья · a7 чёрная пешка · b7 чёрная пешка · c7 чёрная пешка · d7 чёрная пешка · f7 чёрная пешка · g7 чёрная пешка · h7 чёрная пешка · c6 чёрный конь · f6 чёрный конь · c5 чёрный слон · e5 белая пешка · c4 белый слон · d4 чёрная пешка · f3 белый конь · a2 белая пешка · b2 белая пешка · c2 белая пешка · f2 белая пешка · g2 белая пешка · h2 белая пешка · a1 белая ладья · b1 белый конь · c1 белый слон · d1 белый ферзь · f1 белая ладья · g1 белый король | a8 чёрная ладья · c8 чёрный слон · d8 чёрный ферзь · e8 чёрный король · h8 чёрная ладья · a7 чёрная пешка · b7 чёрная пешка · c7 чёрная пешка · d7 чёрная пешка · f7 чёрная пешка · g7 чёрная пешка · h7 чёрная пешка · c6 чёрный конь · f6 чёрный конь · c5 чёрный слон · e5 белая пешка · c4 белый слон · d4 чёрная пешка · f3 белый конь · a2 белая пешка · b2 белая пешка · c2 белая пешка · f2 белая пешка · g2 белая пешка · h2 белая пешка · a1 белая ладья · b1 белый конь · c1 белый слон · d1 белый ферзь · f1 белая ладья · g1 белый король | a8 чёрная ладья · c8 чёрный слон · d8 чёрный ферзь · e8 чёрный король · h8 чёрная ладья · a7 чёрная пешка · b7 чёрная пешка · c7 чёрная пешка · d7 чёрная пешка · f7 чёрная пешка · g7 чёрная пешка · h7 чёрная пешка · c6 чёрный конь · f6 чёрный конь · c5 чёрный слон · e5 белая пешка · c4 белый слон · d4 чёрная пешка · f3 белый конь · a2 белая пешка · b2 белая пешка · c2 белая пешка · f2 белая пешка · g2 белая пешка · h2 белая пешка · a1 белая ладья · b1 белый конь · c1 белый слон · d1 белый ферзь · f1 белая ладья · g1 белый король | a8 чёрная ладья · c8 чёрный слон · d8 чёрный ферзь · e8 чёрный король · h8 чёрная ладья · a7 чёрная пешка · b7 чёрная пешка · c7 чёрная пешка · d7 чёрная пешка · f7 чёрная пешка · g7 чёрная пешка · h7 чёрная пешка · c6 чёрный конь · f6 чёрный конь · c5 чёрный слон · e5 белая пешка · c4 белый слон · d4 чёрная пешка · f3 белый конь · a2 белая пешка · b2 белая пешка · c2 белая пешка · f2 белая пешка · g2 белая пешка · h2 белая пешка · a1 белая ладья · b1 белый конь · c1 белый слон · d1 белый ферзь · f1 белая ладья · g1 белый король | a8 чёрная ладья · c8 чёрный слон · d8 чёрный ферзь · e8 чёрный король · h8 чёрная ладья · a7 чёрная пешка · b7 чёрная пешка · c7 чёрная пешка · d7 чёрная пешка · f7 чёрная пешка · g7 чёрная пешка · h7 чёрная пешка · c6 чёрный конь · f6 чёрный конь · c5 чёрный слон · e5 белая пешка · c4 белый слон · d4 чёрная пешка · f3 белый конь · a2 белая пешка · b2 белая пешка · c2 белая пешка · f2 белая пешка · g2 белая пешка · h2 белая пешка · a1 белая ладья · b1 белый конь · c1 белый слон · d1 белый ферзь · f1 белая ладья · g1 белый король | a8 чёрная ладья · c8 чёрный слон · d8 чёрный ферзь · e8 чёрный король · h8 чёрная ладья · a7 чёрная пешка · b7 чёрная пешка · c7 чёрная пешка · d7 чёрная пешка · f7 чёрная пешка · g7 чёрная пешка · h7 чёрная пешка · c6 чёрный конь · f6 чёрный конь · c5 чёрный слон · e5 белая пешка · c4 белый слон · d4 чёрная пешка · f3 белый конь · a2 белая пешка · b2 белая пешка · c2 белая пешка · f2 белая пешка · g2 белая пешка · h2 белая пешка · a1 белая ладья · b1 белый конь · c1 белый слон · d1 белый ферзь · f1 белая ладья · g1 белый король | 4 |
| 3 | a8 чёрная ладья · c8 чёрный слон · d8 чёрный ферзь · e8 чёрный король · h8 чёрная ладья · a7 чёрная пешка · b7 чёрная пешка · c7 чёрная пешка · d7 чёрная пешка · f7 чёрная пешка · g7 чёрная пешка · h7 чёрная пешка · c6 чёрный конь · f6 чёрный конь · c5 чёрный слон · e5 белая пешка · c4 белый слон · d4 чёрная пешка · f3 белый конь · a2 белая пешка · b2 белая пешка · c2 белая пешка · f2 белая пешка · g2 белая пешка · h2 белая пешка · a1 белая ладья · b1 белый конь · c1 белый слон · d1 белый ферзь · f1 белая ладья · g1 белый король | a8 чёрная ладья · c8 чёрный слон · d8 чёрный ферзь · e8 чёрный король · h8 чёрная ладья · a7 чёрная пешка · b7 чёрная пешка · c7 чёрная пешка · d7 чёрная пешка · f7 чёрная пешка · g7 чёрная пешка · h7 чёрная пешка · c6 чёрный конь · f6 чёрный конь · c5 чёрный слон · e5 белая пешка · c4 белый слон · d4 чёрная пешка · f3 белый конь · a2 белая пешка · b2 белая пешка · c2 белая пешка · f2 белая пешка · g2 белая пешка · h2 белая пешка · a1 белая ладья · b1 белый конь · c1 белый слон · d1 белый ферзь · f1 белая ладья · g1 белый король | a8 чёрная ладья · c8 чёрный слон · d8 чёрный ферзь · e8 чёрный король · h8 чёрная ладья · a7 чёрная пешка · b7 чёрная пешка · c7 чёрная пешка · d7 чёрная пешка · f7 чёрная пешка · g7 чёрная пешка · h7 чёрная пешка · c6 чёрный конь · f6 чёрный конь · c5 чёрный слон · e5 белая пешка · c4 белый слон · d4 чёрная пешка · f3 белый конь · a2 белая пешка · b2 белая пешка · c2 белая пешка · f2 белая пешка · g2 белая пешка · h2 белая пешка · a1 белая ладья · b1 белый конь · c1 белый слон · d1 белый ферзь · f1 белая ладья · g1 белый король | a8 чёрная ладья · c8 чёрный слон · d8 чёрный ферзь · e8 чёрный король · h8 чёрная ладья · a7 чёрная пешка · b7 чёрная пешка · c7 чёрная пешка · d7 чёрная пешка · f7 чёрная пешка · g7 чёрная пешка · h7 чёрная пешка · c6 чёрный конь · f6 чёрный конь · c5 чёрный слон · e5 белая пешка · c4 белый слон · d4 чёрная пешка · f3 белый конь · a2 белая пешка · b2 белая пешка · c2 белая пешка · f2 белая пешка · g2 белая пешка · h2 белая пешка · a1 белая ладья · b1 белый конь · c1 белый слон · d1 белый ферзь · f1 белая ладья · g1 белый король | a8 чёрная ладья · c8 чёрный слон · d8 чёрный ферзь · e8 чёрный король · h8 чёрная ладья · a7 чёрная пешка · b7 чёрная пешка · c7 чёрная пешка · d7 чёрная пешка · f7 чёрная пешка · g7 чёрная пешка · h7 чёрная пешка · c6 чёрный конь · f6 чёрный конь · c5 чёрный слон · e5 белая пешка · c4 белый слон · d4 чёрная пешка · f3 белый конь · a2 белая пешка · b2 белая пешка · c2 белая пешка · f2 белая пешка · g2 белая пешка · h2 белая пешка · a1 белая ладья · b1 белый конь · c1 белый слон · d1 белый ферзь · f1 белая ладья · g1 белый король | a8 чёрная ладья · c8 чёрный слон · d8 чёрный ферзь · e8 чёрный король · h8 чёрная ладья · a7 чёрная пешка · b7 чёрная пешка · c7 чёрная пешка · d7 чёрная пешка · f7 чёрная пешка · g7 чёрная пешка · h7 чёрная пешка · c6 чёрный конь · f6 чёрный конь · c5 чёрный слон · e5 белая пешка · c4 белый слон · d4 чёрная пешка · f3 белый конь · a2 белая пешка · b2 белая пешка · c2 белая пешка · f2 белая пешка · g2 белая пешка · h2 белая пешка · a1 белая ладья · b1 белый конь · c1 белый слон · d1 белый ферзь · f1 белая ладья · g1 белый король | a8 чёрная ладья · c8 чёрный слон · d8 чёрный ферзь · e8 чёрный король · h8 чёрная ладья · a7 чёрная пешка · b7 чёрная пешка · c7 чёрная пешка · d7 чёрная пешка · f7 чёрная пешка · g7 чёрная пешка · h7 чёрная пешка · c6 чёрный конь · f6 чёрный конь · c5 чёрный слон · e5 белая пешка · c4 белый слон · d4 чёрная пешка · f3 белый конь · a2 белая пешка · b2 белая пешка · c2 белая пешка · f2 белая пешка · g2 белая пешка · h2 белая пешка · a1 белая ладья · b1 белый конь · c1 белый слон · d1 белый ферзь · f1 белая ладья · g1 белый король | a8 чёрная ладья · c8 чёрный слон · d8 чёрный ферзь · e8 чёрный король · h8 чёрная ладья · a7 чёрная пешка · b7 чёрная пешка · c7 чёрная пешка · d7 чёрная пешка · f7 чёрная пешка · g7 чёрная пешка · h7 чёрная пешка · c6 чёрный конь · f6 чёрный конь · c5 чёрный слон · e5 белая пешка · c4 белый слон · d4 чёрная пешка · f3 белый конь · a2 белая пешка · b2 белая пешка · c2 белая пешка · f2 белая пешка · g2 белая пешка · h2 белая пешка · a1 белая ладья · b1 белый конь · c1 белый слон · d1 белый ферзь · f1 белая ладья · g1 белый король | 3 |
| 2 | a8 чёрная ладья · c8 чёрный слон · d8 чёрный ферзь · e8 чёрный король · h8 чёрная ладья · a7 чёрная пешка · b7 чёрная пешка · c7 чёрная пешка · d7 чёрная пешка · f7 чёрная пешка · g7 чёрная пешка · h7 чёрная пешка · c6 чёрный конь · f6 чёрный конь · c5 чёрный слон · e5 белая пешка · c4 белый слон · d4 чёрная пешка · f3 белый конь · a2 белая пешка · b2 белая пешка · c2 белая пешка · f2 белая пешка · g2 белая пешка · h2 белая пешка · a1 белая ладья · b1 белый конь · c1 белый слон · d1 белый ферзь · f1 белая ладья · g1 белый король | a8 чёрная ладья · c8 чёрный слон · d8 чёрный ферзь · e8 чёрный король · h8 чёрная ладья · a7 чёрная пешка · b7 чёрная пешка · c7 чёрная пешка · d7 чёрная пешка · f7 чёрная пешка · g7 чёрная пешка · h7 чёрная пешка · c6 чёрный конь · f6 чёрный конь · c5 чёрный слон · e5 белая пешка · c4 белый слон · d4 чёрная пешка · f3 белый конь · a2 белая пешка · b2 белая пешка · c2 белая пешка · f2 белая пешка · g2 белая пешка · h2 белая пешка · a1 белая ладья · b1 белый конь · c1 белый слон · d1 белый ферзь · f1 белая ладья · g1 белый король | a8 чёрная ладья · c8 чёрный слон · d8 чёрный ферзь · e8 чёрный король · h8 чёрная ладья · a7 чёрная пешка · b7 чёрная пешка · c7 чёрная пешка · d7 чёрная пешка · f7 чёрная пешка · g7 чёрная пешка · h7 чёрная пешка · c6 чёрный конь · f6 чёрный конь · c5 чёрный слон · e5 белая пешка · c4 белый слон · d4 чёрная пешка · f3 белый конь · a2 белая пешка · b2 белая пешка · c2 белая пешка · f2 белая пешка · g2 белая пешка · h2 белая пешка · a1 белая ладья · b1 белый конь · c1 белый слон · d1 белый ферзь · f1 белая ладья · g1 белый король | a8 чёрная ладья · c8 чёрный слон · d8 чёрный ферзь · e8 чёрный король · h8 чёрная ладья · a7 чёрная пешка · b7 чёрная пешка · c7 чёрная пешка · d7 чёрная пешка · f7 чёрная пешка · g7 чёрная пешка · h7 чёрная пешка · c6 чёрный конь · f6 чёрный конь · c5 чёрный слон · e5 белая пешка · c4 белый слон · d4 чёрная пешка · f3 белый конь · a2 белая пешка · b2 белая пешка · c2 белая пешка · f2 белая пешка · g2 белая пешка · h2 белая пешка · a1 белая ладья · b1 белый конь · c1 белый слон · d1 белый ферзь · f1 белая ладья · g1 белый король | a8 чёрная ладья · c8 чёрный слон · d8 чёрный ферзь · e8 чёрный король · h8 чёрная ладья · a7 чёрная пешка · b7 чёрная пешка · c7 чёрная пешка · d7 чёрная пешка · f7 чёрная пешка · g7 чёрная пешка · h7 чёрная пешка · c6 чёрный конь · f6 чёрный конь · c5 чёрный слон · e5 белая пешка · c4 белый слон · d4 чёрная пешка · f3 белый конь · a2 белая пешка · b2 белая пешка · c2 белая пешка · f2 белая пешка · g2 белая пешка · h2 белая пешка · a1 белая ладья · b1 белый конь · c1 белый слон · d1 белый ферзь · f1 белая ладья · g1 белый король | a8 чёрная ладья · c8 чёрный слон · d8 чёрный ферзь · e8 чёрный король · h8 чёрная ладья · a7 чёрная пешка · b7 чёрная пешка · c7 чёрная пешка · d7 чёрная пешка · f7 чёрная пешка · g7 чёрная пешка · h7 чёрная пешка · c6 чёрный конь · f6 чёрный конь · c5 чёрный слон · e5 белая пешка · c4 белый слон · d4 чёрная пешка · f3 белый конь · a2 белая пешка · b2 белая пешка · c2 белая пешка · f2 белая пешка · g2 белая пешка · h2 белая пешка · a1 белая ладья · b1 белый конь · c1 белый слон · d1 белый ферзь · f1 белая ладья · g1 белый король | a8 чёрная ладья · c8 чёрный слон · d8 чёрный ферзь · e8 чёрный король · h8 чёрная ладья · a7 чёрная пешка · b7 чёрная пешка · c7 чёрная пешка · d7 чёрная пешка · f7 чёрная пешка · g7 чёрная пешка · h7 чёрная пешка · c6 чёрный конь · f6 чёрный конь · c5 чёрный слон · e5 белая пешка · c4 белый слон · d4 чёрная пешка · f3 белый конь · a2 белая пешка · b2 белая пешка · c2 белая пешка · f2 белая пешка · g2 белая пешка · h2 белая пешка · a1 белая ладья · b1 белый конь · c1 белый слон · d1 белый ферзь · f1 белая ладья · g1 белый король | a8 чёрная ладья · c8 чёрный слон · d8 чёрный ферзь · e8 чёрный король · h8 чёрная ладья · a7 чёрная пешка · b7 чёрная пешка · c7 чёрная пешка · d7 чёрная пешка · f7 чёрная пешка · g7 чёрная пешка · h7 чёрная пешка · c6 чёрный конь · f6 чёрный конь · c5 чёрный слон · e5 белая пешка · c4 белый слон · d4 чёрная пешка · f3 белый конь · a2 белая пешка · b2 белая пешка · c2 белая пешка · f2 белая пешка · g2 белая пешка · h2 белая пешка · a1 белая ладья · b1 белый конь · c1 белый слон · d1 белый ферзь · f1 белая ладья · g1 белый король | 2 |
| 1 | a8 чёрная ладья · c8 чёрный слон · d8 чёрный ферзь · e8 чёрный король · h8 чёрная ладья · a7 чёрная пешка · b7 чёрная пешка · c7 чёрная пешка · d7 чёрная пешка · f7 чёрная пешка · g7 чёрная пешка · h7 чёрная пешка · c6 чёрный конь · f6 чёрный конь · c5 чёрный слон · e5 белая пешка · c4 белый слон · d4 чёрная пешка · f3 белый конь · a2 белая пешка · b2 белая пешка · c2 белая пешка · f2 белая пешка · g2 белая пешка · h2 белая пешка · a1 белая ладья · b1 белый конь · c1 белый слон · d1 белый ферзь · f1 белая ладья · g1 белый король | a8 чёрная ладья · c8 чёрный слон · d8 чёрный ферзь · e8 чёрный король · h8 чёрная ладья · a7 чёрная пешка · b7 чёрная пешка · c7 чёрная пешка · d7 чёрная пешка · f7 чёрная пешка · g7 чёрная пешка · h7 чёрная пешка · c6 чёрный конь · f6 чёрный конь · c5 чёрный слон · e5 белая пешка · c4 белый слон · d4 чёрная пешка · f3 белый конь · a2 белая пешка · b2 белая пешка · c2 белая пешка · f2 белая пешка · g2 белая пешка · h2 белая пешка · a1 белая ладья · b1 белый конь · c1 белый слон · d1 белый ферзь · f1 белая ладья · g1 белый король | a8 чёрная ладья · c8 чёрный слон · d8 чёрный ферзь · e8 чёрный король · h8 чёрная ладья · a7 чёрная пешка · b7 чёрная пешка · c7 чёрная пешка · d7 чёрная пешка · f7 чёрная пешка · g7 чёрная пешка · h7 чёрная пешка · c6 чёрный конь · f6 чёрный конь · c5 чёрный слон · e5 белая пешка · c4 белый слон · d4 чёрная пешка · f3 белый конь · a2 белая пешка · b2 белая пешка · c2 белая пешка · f2 белая пешка · g2 белая пешка · h2 белая пешка · a1 белая ладья · b1 белый конь · c1 белый слон · d1 белый ферзь · f1 белая ладья · g1 белый король | a8 чёрная ладья · c8 чёрный слон · d8 чёрный ферзь · e8 чёрный король · h8 чёрная ладья · a7 чёрная пешка · b7 чёрная пешка · c7 чёрная пешка · d7 чёрная пешка · f7 чёрная пешка · g7 чёрная пешка · h7 чёрная пешка · c6 чёрный конь · f6 чёрный конь · c5 чёрный слон · e5 белая пешка · c4 белый слон · d4 чёрная пешка · f3 белый конь · a2 белая пешка · b2 белая пешка · c2 белая пешка · f2 белая пешка · g2 белая пешка · h2 белая пешка · a1 белая ладья · b1 белый конь · c1 белый слон · d1 белый ферзь · f1 белая ладья · g1 белый король | a8 чёрная ладья · c8 чёрный слон · d8 чёрный ферзь · e8 чёрный король · h8 чёрная ладья · a7 чёрная пешка · b7 чёрная пешка · c7 чёрная пешка · d7 чёрная пешка · f7 чёрная пешка · g7 чёрная пешка · h7 чёрная пешка · c6 чёрный конь · f6 чёрный конь · c5 чёрный слон · e5 белая пешка · c4 белый слон · d4 чёрная пешка · f3 белый конь · a2 белая пешка · b2 белая пешка · c2 белая пешка · f2 белая пешка · g2 белая пешка · h2 белая пешка · a1 белая ладья · b1 белый конь · c1 белый слон · d1 белый ферзь · f1 белая ладья · g1 белый король | a8 чёрная ладья · c8 чёрный слон · d8 чёрный ферзь · e8 чёрный король · h8 чёрная ладья · a7 чёрная пешка · b7 чёрная пешка · c7 чёрная пешка · d7 чёрная пешка · f7 чёрная пешка · g7 чёрная пешка · h7 чёрная пешка · c6 чёрный конь · f6 чёрный конь · c5 чёрный слон · e5 белая пешка · c4 белый слон · d4 чёрная пешка · f3 белый конь · a2 белая пешка · b2 белая пешка · c2 белая пешка · f2 белая пешка · g2 белая пешка · h2 белая пешка · a1 белая ладья · b1 белый конь · c1 белый слон · d1 белый ферзь · f1 белая ладья · g1 белый король | a8 чёрная ладья · c8 чёрный слон · d8 чёрный ферзь · e8 чёрный король · h8 чёрная ладья · a7 чёрная пешка · b7 чёрная пешка · c7 чёрная пешка · d7 чёрная пешка · f7 чёрная пешка · g7 чёрная пешка · h7 чёрная пешка · c6 чёрный конь · f6 чёрный конь · c5 чёрный слон · e5 белая пешка · c4 белый слон · d4 чёрная пешка · f3 белый конь · a2 белая пешка · b2 белая пешка · c2 белая пешка · f2 белая пешка · g2 белая пешка · h2 белая пешка · a1 белая ладья · b1 белый конь · c1 белый слон · d1 белый ферзь · f1 белая ладья · g1 белый король | a8 чёрная ладья · c8 чёрный слон · d8 чёрный ферзь · e8 чёрный король · h8 чёрная ладья · a7 чёрная пешка · b7 чёрная пешка · c7 чёрная пешка · d7 чёрная пешка · f7 чёрная пешка · g7 чёрная пешка · h7 чёрная пешка · c6 чёрный конь · f6 чёрный конь · c5 чёрный слон · e5 белая пешка · c4 белый слон · d4 чёрная пешка · f3 белый конь · a2 белая пешка · b2 белая пешка · c2 белая пешка · f2 белая пешка · g2 белая пешка · h2 белая пешка · a1 белая ладья · b1 белый конь · c1 белый слон · d1 белый ферзь · f1 белая ладья · g1 белый король | 1 |
|   | a | b | c | d | e | f | g | h |   |

М. Ланге разработал систему, традиционно относящуюся к защите двух коней: 1. e4 e5 2. Кf3 Кc6 3. Сc4 Кf6 4. d4 ed 5. 0—0 Сc5 6. e5. Сейчас эта система известна как атака Макса Ланге. Позиция этой системы может получиться также из итальянской партии, русской партии, шотландского гамбита.

## Спортивные результаты
| Год  | Город       | Соревнование                                     | + | −  | = | Результат | Место |
| ---- | ----------- | ------------------------------------------------ | - | -- | - | --------- | ----- |
| 1859 | Бреслау     | Матч с А. Андерсеном                             |   |    |   |           |       |
| 1860 | Вена        | Серия показательных партий с В. Стейницем        | 0 | 3  | 0 | 0 из 3    |       |
| 1862 | Дюссельдорф | 2-й конгресс Западногерманского шахматного союза |   |    |   |           | 1     |
| 1863 | Дюссельдорф | 3-й конгресс Западногерманского шахматного союза | 3 | 0  | 1 | 3,5 из 4  | 1     |
| 1864 | Дюссельдорф | 4-й конгресс Западногерманского шахматного союза | 3 | 0  | 1 | 3,5 из 4  | 1     |
|      | Лейпциг     | Матч с Л. Паульсеном                             | 2 | 5  | 0 | 2 : 5     |       |
| 1868 | Гамбург     | 1-й конгресс Северогерманского шахматного союза  |   |    |   |           | 1     |
|      | Аахен       | 7-й конгресс Западногерманского шахматного союза | 3 | 1  | 0 | 3 из 4    | 1—2   |
| 1883 | Нюрнберг    | 3-й конгресс Германского шахматного союза        | 4 | 12 | 2 | 5 из 18   | 17—18 |

## Примечательная партия
|   | a | b | c | d | e | f | g | h |   |
| - | --- | --- | --- | --- | --- | --- | --- | --- | - |
| 8 | a8 чёрная ладья · e8 чёрный король · h8 чёрная ладья · a7 чёрная пешка · b7 чёрная пешка · c7 чёрная пешка · f7 чёрная пешка · g7 чёрная пешка · h7 чёрная пешка · c5 чёрный слон · d5 чёрная пешка · e5 белая пешка · f5 белая ладья · g5 чёрный ферзь · g4 белая пешка · b3 белый слон · d3 чёрная пешка · g3 белая пешка · a2 белая пешка · b2 белая пешка · c2 белая пешка · d2 белая пешка · g2 белая пешка · a1 белая ладья · b1 белый конь · c1 белый слон · d1 белый ферзь · h1 белый король | a8 чёрная ладья · e8 чёрный король · h8 чёрная ладья · a7 чёрная пешка · b7 чёрная пешка · c7 чёрная пешка · f7 чёрная пешка · g7 чёрная пешка · h7 чёрная пешка · c5 чёрный слон · d5 чёрная пешка · e5 белая пешка · f5 белая ладья · g5 чёрный ферзь · g4 белая пешка · b3 белый слон · d3 чёрная пешка · g3 белая пешка · a2 белая пешка · b2 белая пешка · c2 белая пешка · d2 белая пешка · g2 белая пешка · a1 белая ладья · b1 белый конь · c1 белый слон · d1 белый ферзь · h1 белый король | a8 чёрная ладья · e8 чёрный король · h8 чёрная ладья · a7 чёрная пешка · b7 чёрная пешка · c7 чёрная пешка · f7 чёрная пешка · g7 чёрная пешка · h7 чёрная пешка · c5 чёрный слон · d5 чёрная пешка · e5 белая пешка · f5 белая ладья · g5 чёрный ферзь · g4 белая пешка · b3 белый слон · d3 чёрная пешка · g3 белая пешка · a2 белая пешка · b2 белая пешка · c2 белая пешка · d2 белая пешка · g2 белая пешка · a1 белая ладья · b1 белый конь · c1 белый слон · d1 белый ферзь · h1 белый король | a8 чёрная ладья · e8 чёрный король · h8 чёрная ладья · a7 чёрная пешка · b7 чёрная пешка · c7 чёрная пешка · f7 чёрная пешка · g7 чёрная пешка · h7 чёрная пешка · c5 чёрный слон · d5 чёрная пешка · e5 белая пешка · f5 белая ладья · g5 чёрный ферзь · g4 белая пешка · b3 белый слон · d3 чёрная пешка · g3 белая пешка · a2 белая пешка · b2 белая пешка · c2 белая пешка · d2 белая пешка · g2 белая пешка · a1 белая ладья · b1 белый конь · c1 белый слон · d1 белый ферзь · h1 белый король | a8 чёрная ладья · e8 чёрный король · h8 чёрная ладья · a7 чёрная пешка · b7 чёрная пешка · c7 чёрная пешка · f7 чёрная пешка · g7 чёрная пешка · h7 чёрная пешка · c5 чёрный слон · d5 чёрная пешка · e5 белая пешка · f5 белая ладья · g5 чёрный ферзь · g4 белая пешка · b3 белый слон · d3 чёрная пешка · g3 белая пешка · a2 белая пешка · b2 белая пешка · c2 белая пешка · d2 белая пешка · g2 белая пешка · a1 белая ладья · b1 белый конь · c1 белый слон · d1 белый ферзь · h1 белый король | a8 чёрная ладья · e8 чёрный король · h8 чёрная ладья · a7 чёрная пешка · b7 чёрная пешка · c7 чёрная пешка · f7 чёрная пешка · g7 чёрная пешка · h7 чёрная пешка · c5 чёрный слон · d5 чёрная пешка · e5 белая пешка · f5 белая ладья · g5 чёрный ферзь · g4 белая пешка · b3 белый слон · d3 чёрная пешка · g3 белая пешка · a2 белая пешка · b2 белая пешка · c2 белая пешка · d2 белая пешка · g2 белая пешка · a1 белая ладья · b1 белый конь · c1 белый слон · d1 белый ферзь · h1 белый король | a8 чёрная ладья · e8 чёрный король · h8 чёрная ладья · a7 чёрная пешка · b7 чёрная пешка · c7 чёрная пешка · f7 чёрная пешка · g7 чёрная пешка · h7 чёрная пешка · c5 чёрный слон · d5 чёрная пешка · e5 белая пешка · f5 белая ладья · g5 чёрный ферзь · g4 белая пешка · b3 белый слон · d3 чёрная пешка · g3 белая пешка · a2 белая пешка · b2 белая пешка · c2 белая пешка · d2 белая пешка · g2 белая пешка · a1 белая ладья · b1 белый конь · c1 белый слон · d1 белый ферзь · h1 белый король | a8 чёрная ладья · e8 чёрный король · h8 чёрная ладья · a7 чёрная пешка · b7 чёрная пешка · c7 чёрная пешка · f7 чёрная пешка · g7 чёрная пешка · h7 чёрная пешка · c5 чёрный слон · d5 чёрная пешка · e5 белая пешка · f5 белая ладья · g5 чёрный ферзь · g4 белая пешка · b3 белый слон · d3 чёрная пешка · g3 белая пешка · a2 белая пешка · b2 белая пешка · c2 белая пешка · d2 белая пешка · g2 белая пешка · a1 белая ладья · b1 белый конь · c1 белый слон · d1 белый ферзь · h1 белый король | 8 |
| 7 | a8 чёрная ладья · e8 чёрный король · h8 чёрная ладья · a7 чёрная пешка · b7 чёрная пешка · c7 чёрная пешка · f7 чёрная пешка · g7 чёрная пешка · h7 чёрная пешка · c5 чёрный слон · d5 чёрная пешка · e5 белая пешка · f5 белая ладья · g5 чёрный ферзь · g4 белая пешка · b3 белый слон · d3 чёрная пешка · g3 белая пешка · a2 белая пешка · b2 белая пешка · c2 белая пешка · d2 белая пешка · g2 белая пешка · a1 белая ладья · b1 белый конь · c1 белый слон · d1 белый ферзь · h1 белый король | a8 чёрная ладья · e8 чёрный король · h8 чёрная ладья · a7 чёрная пешка · b7 чёрная пешка · c7 чёрная пешка · f7 чёрная пешка · g7 чёрная пешка · h7 чёрная пешка · c5 чёрный слон · d5 чёрная пешка · e5 белая пешка · f5 белая ладья · g5 чёрный ферзь · g4 белая пешка · b3 белый слон · d3 чёрная пешка · g3 белая пешка · a2 белая пешка · b2 белая пешка · c2 белая пешка · d2 белая пешка · g2 белая пешка · a1 белая ладья · b1 белый конь · c1 белый слон · d1 белый ферзь · h1 белый король | a8 чёрная ладья · e8 чёрный король · h8 чёрная ладья · a7 чёрная пешка · b7 чёрная пешка · c7 чёрная пешка · f7 чёрная пешка · g7 чёрная пешка · h7 чёрная пешка · c5 чёрный слон · d5 чёрная пешка · e5 белая пешка · f5 белая ладья · g5 чёрный ферзь · g4 белая пешка · b3 белый слон · d3 чёрная пешка · g3 белая пешка · a2 белая пешка · b2 белая пешка · c2 белая пешка · d2 белая пешка · g2 белая пешка · a1 белая ладья · b1 белый конь · c1 белый слон · d1 белый ферзь · h1 белый король | a8 чёрная ладья · e8 чёрный король · h8 чёрная ладья · a7 чёрная пешка · b7 чёрная пешка · c7 чёрная пешка · f7 чёрная пешка · g7 чёрная пешка · h7 чёрная пешка · c5 чёрный слон · d5 чёрная пешка · e5 белая пешка · f5 белая ладья · g5 чёрный ферзь · g4 белая пешка · b3 белый слон · d3 чёрная пешка · g3 белая пешка · a2 белая пешка · b2 белая пешка · c2 белая пешка · d2 белая пешка · g2 белая пешка · a1 белая ладья · b1 белый конь · c1 белый слон · d1 белый ферзь · h1 белый король | a8 чёрная ладья · e8 чёрный король · h8 чёрная ладья · a7 чёрная пешка · b7 чёрная пешка · c7 чёрная пешка · f7 чёрная пешка · g7 чёрная пешка · h7 чёрная пешка · c5 чёрный слон · d5 чёрная пешка · e5 белая пешка · f5 белая ладья · g5 чёрный ферзь · g4 белая пешка · b3 белый слон · d3 чёрная пешка · g3 белая пешка · a2 белая пешка · b2 белая пешка · c2 белая пешка · d2 белая пешка · g2 белая пешка · a1 белая ладья · b1 белый конь · c1 белый слон · d1 белый ферзь · h1 белый король | a8 чёрная ладья · e8 чёрный король · h8 чёрная ладья · a7 чёрная пешка · b7 чёрная пешка · c7 чёрная пешка · f7 чёрная пешка · g7 чёрная пешка · h7 чёрная пешка · c5 чёрный слон · d5 чёрная пешка · e5 белая пешка · f5 белая ладья · g5 чёрный ферзь · g4 белая пешка · b3 белый слон · d3 чёрная пешка · g3 белая пешка · a2 белая пешка · b2 белая пешка · c2 белая пешка · d2 белая пешка · g2 белая пешка · a1 белая ладья · b1 белый конь · c1 белый слон · d1 белый ферзь · h1 белый король | a8 чёрная ладья · e8 чёрный король · h8 чёрная ладья · a7 чёрная пешка · b7 чёрная пешка · c7 чёрная пешка · f7 чёрная пешка · g7 чёрная пешка · h7 чёрная пешка · c5 чёрный слон · d5 чёрная пешка · e5 белая пешка · f5 белая ладья · g5 чёрный ферзь · g4 белая пешка · b3 белый слон · d3 чёрная пешка · g3 белая пешка · a2 белая пешка · b2 белая пешка · c2 белая пешка · d2 белая пешка · g2 белая пешка · a1 белая ладья · b1 белый конь · c1 белый слон · d1 белый ферзь · h1 белый король | a8 чёрная ладья · e8 чёрный король · h8 чёрная ладья · a7 чёрная пешка · b7 чёрная пешка · c7 чёрная пешка · f7 чёрная пешка · g7 чёрная пешка · h7 чёрная пешка · c5 чёрный слон · d5 чёрная пешка · e5 белая пешка · f5 белая ладья · g5 чёрный ферзь · g4 белая пешка · b3 белый слон · d3 чёрная пешка · g3 белая пешка · a2 белая пешка · b2 белая пешка · c2 белая пешка · d2 белая пешка · g2 белая пешка · a1 белая ладья · b1 белый конь · c1 белый слон · d1 белый ферзь · h1 белый король | 7 |
| 6 | a8 чёрная ладья · e8 чёрный король · h8 чёрная ладья · a7 чёрная пешка · b7 чёрная пешка · c7 чёрная пешка · f7 чёрная пешка · g7 чёрная пешка · h7 чёрная пешка · c5 чёрный слон · d5 чёрная пешка · e5 белая пешка · f5 белая ладья · g5 чёрный ферзь · g4 белая пешка · b3 белый слон · d3 чёрная пешка · g3 белая пешка · a2 белая пешка · b2 белая пешка · c2 белая пешка · d2 белая пешка · g2 белая пешка · a1 белая ладья · b1 белый конь · c1 белый слон · d1 белый ферзь · h1 белый король | a8 чёрная ладья · e8 чёрный король · h8 чёрная ладья · a7 чёрная пешка · b7 чёрная пешка · c7 чёрная пешка · f7 чёрная пешка · g7 чёрная пешка · h7 чёрная пешка · c5 чёрный слон · d5 чёрная пешка · e5 белая пешка · f5 белая ладья · g5 чёрный ферзь · g4 белая пешка · b3 белый слон · d3 чёрная пешка · g3 белая пешка · a2 белая пешка · b2 белая пешка · c2 белая пешка · d2 белая пешка · g2 белая пешка · a1 белая ладья · b1 белый конь · c1 белый слон · d1 белый ферзь · h1 белый король | a8 чёрная ладья · e8 чёрный король · h8 чёрная ладья · a7 чёрная пешка · b7 чёрная пешка · c7 чёрная пешка · f7 чёрная пешка · g7 чёрная пешка · h7 чёрная пешка · c5 чёрный слон · d5 чёрная пешка · e5 белая пешка · f5 белая ладья · g5 чёрный ферзь · g4 белая пешка · b3 белый слон · d3 чёрная пешка · g3 белая пешка · a2 белая пешка · b2 белая пешка · c2 белая пешка · d2 белая пешка · g2 белая пешка · a1 белая ладья · b1 белый конь · c1 белый слон · d1 белый ферзь · h1 белый король | a8 чёрная ладья · e8 чёрный король · h8 чёрная ладья · a7 чёрная пешка · b7 чёрная пешка · c7 чёрная пешка · f7 чёрная пешка · g7 чёрная пешка · h7 чёрная пешка · c5 чёрный слон · d5 чёрная пешка · e5 белая пешка · f5 белая ладья · g5 чёрный ферзь · g4 белая пешка · b3 белый слон · d3 чёрная пешка · g3 белая пешка · a2 белая пешка · b2 белая пешка · c2 белая пешка · d2 белая пешка · g2 белая пешка · a1 белая ладья · b1 белый конь · c1 белый слон · d1 белый ферзь · h1 белый король | a8 чёрная ладья · e8 чёрный король · h8 чёрная ладья · a7 чёрная пешка · b7 чёрная пешка · c7 чёрная пешка · f7 чёрная пешка · g7 чёрная пешка · h7 чёрная пешка · c5 чёрный слон · d5 чёрная пешка · e5 белая пешка · f5 белая ладья · g5 чёрный ферзь · g4 белая пешка · b3 белый слон · d3 чёрная пешка · g3 белая пешка · a2 белая пешка · b2 белая пешка · c2 белая пешка · d2 белая пешка · g2 белая пешка · a1 белая ладья · b1 белый конь · c1 белый слон · d1 белый ферзь · h1 белый король | a8 чёрная ладья · e8 чёрный король · h8 чёрная ладья · a7 чёрная пешка · b7 чёрная пешка · c7 чёрная пешка · f7 чёрная пешка · g7 чёрная пешка · h7 чёрная пешка · c5 чёрный слон · d5 чёрная пешка · e5 белая пешка · f5 белая ладья · g5 чёрный ферзь · g4 белая пешка · b3 белый слон · d3 чёрная пешка · g3 белая пешка · a2 белая пешка · b2 белая пешка · c2 белая пешка · d2 белая пешка · g2 белая пешка · a1 белая ладья · b1 белый конь · c1 белый слон · d1 белый ферзь · h1 белый король | a8 чёрная ладья · e8 чёрный король · h8 чёрная ладья · a7 чёрная пешка · b7 чёрная пешка · c7 чёрная пешка · f7 чёрная пешка · g7 чёрная пешка · h7 чёрная пешка · c5 чёрный слон · d5 чёрная пешка · e5 белая пешка · f5 белая ладья · g5 чёрный ферзь · g4 белая пешка · b3 белый слон · d3 чёрная пешка · g3 белая пешка · a2 белая пешка · b2 белая пешка · c2 белая пешка · d2 белая пешка · g2 белая пешка · a1 белая ладья · b1 белый конь · c1 белый слон · d1 белый ферзь · h1 белый король | a8 чёрная ладья · e8 чёрный король · h8 чёрная ладья · a7 чёрная пешка · b7 чёрная пешка · c7 чёрная пешка · f7 чёрная пешка · g7 чёрная пешка · h7 чёрная пешка · c5 чёрный слон · d5 чёрная пешка · e5 белая пешка · f5 белая ладья · g5 чёрный ферзь · g4 белая пешка · b3 белый слон · d3 чёрная пешка · g3 белая пешка · a2 белая пешка · b2 белая пешка · c2 белая пешка · d2 белая пешка · g2 белая пешка · a1 белая ладья · b1 белый конь · c1 белый слон · d1 белый ферзь · h1 белый король | 6 |
| 5 | a8 чёрная ладья · e8 чёрный король · h8 чёрная ладья · a7 чёрная пешка · b7 чёрная пешка · c7 чёрная пешка · f7 чёрная пешка · g7 чёрная пешка · h7 чёрная пешка · c5 чёрный слон · d5 чёрная пешка · e5 белая пешка · f5 белая ладья · g5 чёрный ферзь · g4 белая пешка · b3 белый слон · d3 чёрная пешка · g3 белая пешка · a2 белая пешка · b2 белая пешка · c2 белая пешка · d2 белая пешка · g2 белая пешка · a1 белая ладья · b1 белый конь · c1 белый слон · d1 белый ферзь · h1 белый король | a8 чёрная ладья · e8 чёрный король · h8 чёрная ладья · a7 чёрная пешка · b7 чёрная пешка · c7 чёрная пешка · f7 чёрная пешка · g7 чёрная пешка · h7 чёрная пешка · c5 чёрный слон · d5 чёрная пешка · e5 белая пешка · f5 белая ладья · g5 чёрный ферзь · g4 белая пешка · b3 белый слон · d3 чёрная пешка · g3 белая пешка · a2 белая пешка · b2 белая пешка · c2 белая пешка · d2 белая пешка · g2 белая пешка · a1 белая ладья · b1 белый конь · c1 белый слон · d1 белый ферзь · h1 белый король | a8 чёрная ладья · e8 чёрный король · h8 чёрная ладья · a7 чёрная пешка · b7 чёрная пешка · c7 чёрная пешка · f7 чёрная пешка · g7 чёрная пешка · h7 чёрная пешка · c5 чёрный слон · d5 чёрная пешка · e5 белая пешка · f5 белая ладья · g5 чёрный ферзь · g4 белая пешка · b3 белый слон · d3 чёрная пешка · g3 белая пешка · a2 белая пешка · b2 белая пешка · c2 белая пешка · d2 белая пешка · g2 белая пешка · a1 белая ладья · b1 белый конь · c1 белый слон · d1 белый ферзь · h1 белый король | a8 чёрная ладья · e8 чёрный король · h8 чёрная ладья · a7 чёрная пешка · b7 чёрная пешка · c7 чёрная пешка · f7 чёрная пешка · g7 чёрная пешка · h7 чёрная пешка · c5 чёрный слон · d5 чёрная пешка · e5 белая пешка · f5 белая ладья · g5 чёрный ферзь · g4 белая пешка · b3 белый слон · d3 чёрная пешка · g3 белая пешка · a2 белая пешка · b2 белая пешка · c2 белая пешка · d2 белая пешка · g2 белая пешка · a1 белая ладья · b1 белый конь · c1 белый слон · d1 белый ферзь · h1 белый король | a8 чёрная ладья · e8 чёрный король · h8 чёрная ладья · a7 чёрная пешка · b7 чёрная пешка · c7 чёрная пешка · f7 чёрная пешка · g7 чёрная пешка · h7 чёрная пешка · c5 чёрный слон · d5 чёрная пешка · e5 белая пешка · f5 белая ладья · g5 чёрный ферзь · g4 белая пешка · b3 белый слон · d3 чёрная пешка · g3 белая пешка · a2 белая пешка · b2 белая пешка · c2 белая пешка · d2 белая пешка · g2 белая пешка · a1 белая ладья · b1 белый конь · c1 белый слон · d1 белый ферзь · h1 белый король | a8 чёрная ладья · e8 чёрный король · h8 чёрная ладья · a7 чёрная пешка · b7 чёрная пешка · c7 чёрная пешка · f7 чёрная пешка · g7 чёрная пешка · h7 чёрная пешка · c5 чёрный слон · d5 чёрная пешка · e5 белая пешка · f5 белая ладья · g5 чёрный ферзь · g4 белая пешка · b3 белый слон · d3 чёрная пешка · g3 белая пешка · a2 белая пешка · b2 белая пешка · c2 белая пешка · d2 белая пешка · g2 белая пешка · a1 белая ладья · b1 белый конь · c1 белый слон · d1 белый ферзь · h1 белый король | a8 чёрная ладья · e8 чёрный король · h8 чёрная ладья · a7 чёрная пешка · b7 чёрная пешка · c7 чёрная пешка · f7 чёрная пешка · g7 чёрная пешка · h7 чёрная пешка · c5 чёрный слон · d5 чёрная пешка · e5 белая пешка · f5 белая ладья · g5 чёрный ферзь · g4 белая пешка · b3 белый слон · d3 чёрная пешка · g3 белая пешка · a2 белая пешка · b2 белая пешка · c2 белая пешка · d2 белая пешка · g2 белая пешка · a1 белая ладья · b1 белый конь · c1 белый слон · d1 белый ферзь · h1 белый король | a8 чёрная ладья · e8 чёрный король · h8 чёрная ладья · a7 чёрная пешка · b7 чёрная пешка · c7 чёрная пешка · f7 чёрная пешка · g7 чёрная пешка · h7 чёрная пешка · c5 чёрный слон · d5 чёрная пешка · e5 белая пешка · f5 белая ладья · g5 чёрный ферзь · g4 белая пешка · b3 белый слон · d3 чёрная пешка · g3 белая пешка · a2 белая пешка · b2 белая пешка · c2 белая пешка · d2 белая пешка · g2 белая пешка · a1 белая ладья · b1 белый конь · c1 белый слон · d1 белый ферзь · h1 белый король | 5 |
| 4 | a8 чёрная ладья · e8 чёрный король · h8 чёрная ладья · a7 чёрная пешка · b7 чёрная пешка · c7 чёрная пешка · f7 чёрная пешка · g7 чёрная пешка · h7 чёрная пешка · c5 чёрный слон · d5 чёрная пешка · e5 белая пешка · f5 белая ладья · g5 чёрный ферзь · g4 белая пешка · b3 белый слон · d3 чёрная пешка · g3 белая пешка · a2 белая пешка · b2 белая пешка · c2 белая пешка · d2 белая пешка · g2 белая пешка · a1 белая ладья · b1 белый конь · c1 белый слон · d1 белый ферзь · h1 белый король | a8 чёрная ладья · e8 чёрный король · h8 чёрная ладья · a7 чёрная пешка · b7 чёрная пешка · c7 чёрная пешка · f7 чёрная пешка · g7 чёрная пешка · h7 чёрная пешка · c5 чёрный слон · d5 чёрная пешка · e5 белая пешка · f5 белая ладья · g5 чёрный ферзь · g4 белая пешка · b3 белый слон · d3 чёрная пешка · g3 белая пешка · a2 белая пешка · b2 белая пешка · c2 белая пешка · d2 белая пешка · g2 белая пешка · a1 белая ладья · b1 белый конь · c1 белый слон · d1 белый ферзь · h1 белый король | a8 чёрная ладья · e8 чёрный король · h8 чёрная ладья · a7 чёрная пешка · b7 чёрная пешка · c7 чёрная пешка · f7 чёрная пешка · g7 чёрная пешка · h7 чёрная пешка · c5 чёрный слон · d5 чёрная пешка · e5 белая пешка · f5 белая ладья · g5 чёрный ферзь · g4 белая пешка · b3 белый слон · d3 чёрная пешка · g3 белая пешка · a2 белая пешка · b2 белая пешка · c2 белая пешка · d2 белая пешка · g2 белая пешка · a1 белая ладья · b1 белый конь · c1 белый слон · d1 белый ферзь · h1 белый король | a8 чёрная ладья · e8 чёрный король · h8 чёрная ладья · a7 чёрная пешка · b7 чёрная пешка · c7 чёрная пешка · f7 чёрная пешка · g7 чёрная пешка · h7 чёрная пешка · c5 чёрный слон · d5 чёрная пешка · e5 белая пешка · f5 белая ладья · g5 чёрный ферзь · g4 белая пешка · b3 белый слон · d3 чёрная пешка · g3 белая пешка · a2 белая пешка · b2 белая пешка · c2 белая пешка · d2 белая пешка · g2 белая пешка · a1 белая ладья · b1 белый конь · c1 белый слон · d1 белый ферзь · h1 белый король | a8 чёрная ладья · e8 чёрный король · h8 чёрная ладья · a7 чёрная пешка · b7 чёрная пешка · c7 чёрная пешка · f7 чёрная пешка · g7 чёрная пешка · h7 чёрная пешка · c5 чёрный слон · d5 чёрная пешка · e5 белая пешка · f5 белая ладья · g5 чёрный ферзь · g4 белая пешка · b3 белый слон · d3 чёрная пешка · g3 белая пешка · a2 белая пешка · b2 белая пешка · c2 белая пешка · d2 белая пешка · g2 белая пешка · a1 белая ладья · b1 белый конь · c1 белый слон · d1 белый ферзь · h1 белый король | a8 чёрная ладья · e8 чёрный король · h8 чёрная ладья · a7 чёрная пешка · b7 чёрная пешка · c7 чёрная пешка · f7 чёрная пешка · g7 чёрная пешка · h7 чёрная пешка · c5 чёрный слон · d5 чёрная пешка · e5 белая пешка · f5 белая ладья · g5 чёрный ферзь · g4 белая пешка · b3 белый слон · d3 чёрная пешка · g3 белая пешка · a2 белая пешка · b2 белая пешка · c2 белая пешка · d2 белая пешка · g2 белая пешка · a1 белая ладья · b1 белый конь · c1 белый слон · d1 белый ферзь · h1 белый король | a8 чёрная ладья · e8 чёрный король · h8 чёрная ладья · a7 чёрная пешка · b7 чёрная пешка · c7 чёрная пешка · f7 чёрная пешка · g7 чёрная пешка · h7 чёрная пешка · c5 чёрный слон · d5 чёрная пешка · e5 белая пешка · f5 белая ладья · g5 чёрный ферзь · g4 белая пешка · b3 белый слон · d3 чёрная пешка · g3 белая пешка · a2 белая пешка · b2 белая пешка · c2 белая пешка · d2 белая пешка · g2 белая пешка · a1 белая ладья · b1 белый конь · c1 белый слон · d1 белый ферзь · h1 белый король | a8 чёрная ладья · e8 чёрный король · h8 чёрная ладья · a7 чёрная пешка · b7 чёрная пешка · c7 чёрная пешка · f7 чёрная пешка · g7 чёрная пешка · h7 чёрная пешка · c5 чёрный слон · d5 чёрная пешка · e5 белая пешка · f5 белая ладья · g5 чёрный ферзь · g4 белая пешка · b3 белый слон · d3 чёрная пешка · g3 белая пешка · a2 белая пешка · b2 белая пешка · c2 белая пешка · d2 белая пешка · g2 белая пешка · a1 белая ладья · b1 белый конь · c1 белый слон · d1 белый ферзь · h1 белый король | 4 |
| 3 | a8 чёрная ладья · e8 чёрный король · h8 чёрная ладья · a7 чёрная пешка · b7 чёрная пешка · c7 чёрная пешка · f7 чёрная пешка · g7 чёрная пешка · h7 чёрная пешка · c5 чёрный слон · d5 чёрная пешка · e5 белая пешка · f5 белая ладья · g5 чёрный ферзь · g4 белая пешка · b3 белый слон · d3 чёрная пешка · g3 белая пешка · a2 белая пешка · b2 белая пешка · c2 белая пешка · d2 белая пешка · g2 белая пешка · a1 белая ладья · b1 белый конь · c1 белый слон · d1 белый ферзь · h1 белый король | a8 чёрная ладья · e8 чёрный король · h8 чёрная ладья · a7 чёрная пешка · b7 чёрная пешка · c7 чёрная пешка · f7 чёрная пешка · g7 чёрная пешка · h7 чёрная пешка · c5 чёрный слон · d5 чёрная пешка · e5 белая пешка · f5 белая ладья · g5 чёрный ферзь · g4 белая пешка · b3 белый слон · d3 чёрная пешка · g3 белая пешка · a2 белая пешка · b2 белая пешка · c2 белая пешка · d2 белая пешка · g2 белая пешка · a1 белая ладья · b1 белый конь · c1 белый слон · d1 белый ферзь · h1 белый король | a8 чёрная ладья · e8 чёрный король · h8 чёрная ладья · a7 чёрная пешка · b7 чёрная пешка · c7 чёрная пешка · f7 чёрная пешка · g7 чёрная пешка · h7 чёрная пешка · c5 чёрный слон · d5 чёрная пешка · e5 белая пешка · f5 белая ладья · g5 чёрный ферзь · g4 белая пешка · b3 белый слон · d3 чёрная пешка · g3 белая пешка · a2 белая пешка · b2 белая пешка · c2 белая пешка · d2 белая пешка · g2 белая пешка · a1 белая ладья · b1 белый конь · c1 белый слон · d1 белый ферзь · h1 белый король | a8 чёрная ладья · e8 чёрный король · h8 чёрная ладья · a7 чёрная пешка · b7 чёрная пешка · c7 чёрная пешка · f7 чёрная пешка · g7 чёрная пешка · h7 чёрная пешка · c5 чёрный слон · d5 чёрная пешка · e5 белая пешка · f5 белая ладья · g5 чёрный ферзь · g4 белая пешка · b3 белый слон · d3 чёрная пешка · g3 белая пешка · a2 белая пешка · b2 белая пешка · c2 белая пешка · d2 белая пешка · g2 белая пешка · a1 белая ладья · b1 белый конь · c1 белый слон · d1 белый ферзь · h1 белый король | a8 чёрная ладья · e8 чёрный король · h8 чёрная ладья · a7 чёрная пешка · b7 чёрная пешка · c7 чёрная пешка · f7 чёрная пешка · g7 чёрная пешка · h7 чёрная пешка · c5 чёрный слон · d5 чёрная пешка · e5 белая пешка · f5 белая ладья · g5 чёрный ферзь · g4 белая пешка · b3 белый слон · d3 чёрная пешка · g3 белая пешка · a2 белая пешка · b2 белая пешка · c2 белая пешка · d2 белая пешка · g2 белая пешка · a1 белая ладья · b1 белый конь · c1 белый слон · d1 белый ферзь · h1 белый король | a8 чёрная ладья · e8 чёрный король · h8 чёрная ладья · a7 чёрная пешка · b7 чёрная пешка · c7 чёрная пешка · f7 чёрная пешка · g7 чёрная пешка · h7 чёрная пешка · c5 чёрный слон · d5 чёрная пешка · e5 белая пешка · f5 белая ладья · g5 чёрный ферзь · g4 белая пешка · b3 белый слон · d3 чёрная пешка · g3 белая пешка · a2 белая пешка · b2 белая пешка · c2 белая пешка · d2 белая пешка · g2 белая пешка · a1 белая ладья · b1 белый конь · c1 белый слон · d1 белый ферзь · h1 белый король | a8 чёрная ладья · e8 чёрный король · h8 чёрная ладья · a7 чёрная пешка · b7 чёрная пешка · c7 чёрная пешка · f7 чёрная пешка · g7 чёрная пешка · h7 чёрная пешка · c5 чёрный слон · d5 чёрная пешка · e5 белая пешка · f5 белая ладья · g5 чёрный ферзь · g4 белая пешка · b3 белый слон · d3 чёрная пешка · g3 белая пешка · a2 белая пешка · b2 белая пешка · c2 белая пешка · d2 белая пешка · g2 белая пешка · a1 белая ладья · b1 белый конь · c1 белый слон · d1 белый ферзь · h1 белый король | a8 чёрная ладья · e8 чёрный король · h8 чёрная ладья · a7 чёрная пешка · b7 чёрная пешка · c7 чёрная пешка · f7 чёрная пешка · g7 чёрная пешка · h7 чёрная пешка · c5 чёрный слон · d5 чёрная пешка · e5 белая пешка · f5 белая ладья · g5 чёрный ферзь · g4 белая пешка · b3 белый слон · d3 чёрная пешка · g3 белая пешка · a2 белая пешка · b2 белая пешка · c2 белая пешка · d2 белая пешка · g2 белая пешка · a1 белая ладья · b1 белый конь · c1 белый слон · d1 белый ферзь · h1 белый король | 3 |
| 2 | a8 чёрная ладья · e8 чёрный король · h8 чёрная ладья · a7 чёрная пешка · b7 чёрная пешка · c7 чёрная пешка · f7 чёрная пешка · g7 чёрная пешка · h7 чёрная пешка · c5 чёрный слон · d5 чёрная пешка · e5 белая пешка · f5 белая ладья · g5 чёрный ферзь · g4 белая пешка · b3 белый слон · d3 чёрная пешка · g3 белая пешка · a2 белая пешка · b2 белая пешка · c2 белая пешка · d2 белая пешка · g2 белая пешка · a1 белая ладья · b1 белый конь · c1 белый слон · d1 белый ферзь · h1 белый король | a8 чёрная ладья · e8 чёрный король · h8 чёрная ладья · a7 чёрная пешка · b7 чёрная пешка · c7 чёрная пешка · f7 чёрная пешка · g7 чёрная пешка · h7 чёрная пешка · c5 чёрный слон · d5 чёрная пешка · e5 белая пешка · f5 белая ладья · g5 чёрный ферзь · g4 белая пешка · b3 белый слон · d3 чёрная пешка · g3 белая пешка · a2 белая пешка · b2 белая пешка · c2 белая пешка · d2 белая пешка · g2 белая пешка · a1 белая ладья · b1 белый конь · c1 белый слон · d1 белый ферзь · h1 белый король | a8 чёрная ладья · e8 чёрный король · h8 чёрная ладья · a7 чёрная пешка · b7 чёрная пешка · c7 чёрная пешка · f7 чёрная пешка · g7 чёрная пешка · h7 чёрная пешка · c5 чёрный слон · d5 чёрная пешка · e5 белая пешка · f5 белая ладья · g5 чёрный ферзь · g4 белая пешка · b3 белый слон · d3 чёрная пешка · g3 белая пешка · a2 белая пешка · b2 белая пешка · c2 белая пешка · d2 белая пешка · g2 белая пешка · a1 белая ладья · b1 белый конь · c1 белый слон · d1 белый ферзь · h1 белый король | a8 чёрная ладья · e8 чёрный король · h8 чёрная ладья · a7 чёрная пешка · b7 чёрная пешка · c7 чёрная пешка · f7 чёрная пешка · g7 чёрная пешка · h7 чёрная пешка · c5 чёрный слон · d5 чёрная пешка · e5 белая пешка · f5 белая ладья · g5 чёрный ферзь · g4 белая пешка · b3 белый слон · d3 чёрная пешка · g3 белая пешка · a2 белая пешка · b2 белая пешка · c2 белая пешка · d2 белая пешка · g2 белая пешка · a1 белая ладья · b1 белый конь · c1 белый слон · d1 белый ферзь · h1 белый король | a8 чёрная ладья · e8 чёрный король · h8 чёрная ладья · a7 чёрная пешка · b7 чёрная пешка · c7 чёрная пешка · f7 чёрная пешка · g7 чёрная пешка · h7 чёрная пешка · c5 чёрный слон · d5 чёрная пешка · e5 белая пешка · f5 белая ладья · g5 чёрный ферзь · g4 белая пешка · b3 белый слон · d3 чёрная пешка · g3 белая пешка · a2 белая пешка · b2 белая пешка · c2 белая пешка · d2 белая пешка · g2 белая пешка · a1 белая ладья · b1 белый конь · c1 белый слон · d1 белый ферзь · h1 белый король | a8 чёрная ладья · e8 чёрный король · h8 чёрная ладья · a7 чёрная пешка · b7 чёрная пешка · c7 чёрная пешка · f7 чёрная пешка · g7 чёрная пешка · h7 чёрная пешка · c5 чёрный слон · d5 чёрная пешка · e5 белая пешка · f5 белая ладья · g5 чёрный ферзь · g4 белая пешка · b3 белый слон · d3 чёрная пешка · g3 белая пешка · a2 белая пешка · b2 белая пешка · c2 белая пешка · d2 белая пешка · g2 белая пешка · a1 белая ладья · b1 белый конь · c1 белый слон · d1 белый ферзь · h1 белый король | a8 чёрная ладья · e8 чёрный король · h8 чёрная ладья · a7 чёрная пешка · b7 чёрная пешка · c7 чёрная пешка · f7 чёрная пешка · g7 чёрная пешка · h7 чёрная пешка · c5 чёрный слон · d5 чёрная пешка · e5 белая пешка · f5 белая ладья · g5 чёрный ферзь · g4 белая пешка · b3 белый слон · d3 чёрная пешка · g3 белая пешка · a2 белая пешка · b2 белая пешка · c2 белая пешка · d2 белая пешка · g2 белая пешка · a1 белая ладья · b1 белый конь · c1 белый слон · d1 белый ферзь · h1 белый король | a8 чёрная ладья · e8 чёрный король · h8 чёрная ладья · a7 чёрная пешка · b7 чёрная пешка · c7 чёрная пешка · f7 чёрная пешка · g7 чёрная пешка · h7 чёрная пешка · c5 чёрный слон · d5 чёрная пешка · e5 белая пешка · f5 белая ладья · g5 чёрный ферзь · g4 белая пешка · b3 белый слон · d3 чёрная пешка · g3 белая пешка · a2 белая пешка · b2 белая пешка · c2 белая пешка · d2 белая пешка · g2 белая пешка · a1 белая ладья · b1 белый конь · c1 белый слон · d1 белый ферзь · h1 белый король | 2 |
| 1 | a8 чёрная ладья · e8 чёрный король · h8 чёрная ладья · a7 чёрная пешка · b7 чёрная пешка · c7 чёрная пешка · f7 чёрная пешка · g7 чёрная пешка · h7 чёрная пешка · c5 чёрный слон · d5 чёрная пешка · e5 белая пешка · f5 белая ладья · g5 чёрный ферзь · g4 белая пешка · b3 белый слон · d3 чёрная пешка · g3 белая пешка · a2 белая пешка · b2 белая пешка · c2 белая пешка · d2 белая пешка · g2 белая пешка · a1 белая ладья · b1 белый конь · c1 белый слон · d1 белый ферзь · h1 белый король | a8 чёрная ладья · e8 чёрный король · h8 чёрная ладья · a7 чёрная пешка · b7 чёрная пешка · c7 чёрная пешка · f7 чёрная пешка · g7 чёрная пешка · h7 чёрная пешка · c5 чёрный слон · d5 чёрная пешка · e5 белая пешка · f5 белая ладья · g5 чёрный ферзь · g4 белая пешка · b3 белый слон · d3 чёрная пешка · g3 белая пешка · a2 белая пешка · b2 белая пешка · c2 белая пешка · d2 белая пешка · g2 белая пешка · a1 белая ладья · b1 белый конь · c1 белый слон · d1 белый ферзь · h1 белый король | a8 чёрная ладья · e8 чёрный король · h8 чёрная ладья · a7 чёрная пешка · b7 чёрная пешка · c7 чёрная пешка · f7 чёрная пешка · g7 чёрная пешка · h7 чёрная пешка · c5 чёрный слон · d5 чёрная пешка · e5 белая пешка · f5 белая ладья · g5 чёрный ферзь · g4 белая пешка · b3 белый слон · d3 чёрная пешка · g3 белая пешка · a2 белая пешка · b2 белая пешка · c2 белая пешка · d2 белая пешка · g2 белая пешка · a1 белая ладья · b1 белый конь · c1 белый слон · d1 белый ферзь · h1 белый король | a8 чёрная ладья · e8 чёрный король · h8 чёрная ладья · a7 чёрная пешка · b7 чёрная пешка · c7 чёрная пешка · f7 чёрная пешка · g7 чёрная пешка · h7 чёрная пешка · c5 чёрный слон · d5 чёрная пешка · e5 белая пешка · f5 белая ладья · g5 чёрный ферзь · g4 белая пешка · b3 белый слон · d3 чёрная пешка · g3 белая пешка · a2 белая пешка · b2 белая пешка · c2 белая пешка · d2 белая пешка · g2 белая пешка · a1 белая ладья · b1 белый конь · c1 белый слон · d1 белый ферзь · h1 белый король | a8 чёрная ладья · e8 чёрный король · h8 чёрная ладья · a7 чёрная пешка · b7 чёрная пешка · c7 чёрная пешка · f7 чёрная пешка · g7 чёрная пешка · h7 чёрная пешка · c5 чёрный слон · d5 чёрная пешка · e5 белая пешка · f5 белая ладья · g5 чёрный ферзь · g4 белая пешка · b3 белый слон · d3 чёрная пешка · g3 белая пешка · a2 белая пешка · b2 белая пешка · c2 белая пешка · d2 белая пешка · g2 белая пешка · a1 белая ладья · b1 белый конь · c1 белый слон · d1 белый ферзь · h1 белый король | a8 чёрная ладья · e8 чёрный король · h8 чёрная ладья · a7 чёрная пешка · b7 чёрная пешка · c7 чёрная пешка · f7 чёрная пешка · g7 чёрная пешка · h7 чёрная пешка · c5 чёрный слон · d5 чёрная пешка · e5 белая пешка · f5 белая ладья · g5 чёрный ферзь · g4 белая пешка · b3 белый слон · d3 чёрная пешка · g3 белая пешка · a2 белая пешка · b2 белая пешка · c2 белая пешка · d2 белая пешка · g2 белая пешка · a1 белая ладья · b1 белый конь · c1 белый слон · d1 белый ферзь · h1 белый король | a8 чёрная ладья · e8 чёрный король · h8 чёрная ладья · a7 чёрная пешка · b7 чёрная пешка · c7 чёрная пешка · f7 чёрная пешка · g7 чёрная пешка · h7 чёрная пешка · c5 чёрный слон · d5 чёрная пешка · e5 белая пешка · f5 белая ладья · g5 чёрный ферзь · g4 белая пешка · b3 белый слон · d3 чёрная пешка · g3 белая пешка · a2 белая пешка · b2 белая пешка · c2 белая пешка · d2 белая пешка · g2 белая пешка · a1 белая ладья · b1 белый конь · c1 белый слон · d1 белый ферзь · h1 белый король | a8 чёрная ладья · e8 чёрный король · h8 чёрная ладья · a7 чёрная пешка · b7 чёрная пешка · c7 чёрная пешка · f7 чёрная пешка · g7 чёрная пешка · h7 чёрная пешка · c5 чёрный слон · d5 чёрная пешка · e5 белая пешка · f5 белая ладья · g5 чёрный ферзь · g4 белая пешка · b3 белый слон · d3 чёрная пешка · g3 белая пешка · a2 белая пешка · b2 белая пешка · c2 белая пешка · d2 белая пешка · g2 белая пешка · a1 белая ладья · b1 белый конь · c1 белый слон · d1 белый ферзь · h1 белый король | 1 |
|   | a | b | c | d | e | f | g | h |   |

Из партий, сыгранных М. Ланге, наиболее известен его поединок с А. Андерсеном, состоявшийся в рамках их матча 1859 г.
Андерсен — Ланге, матч, Бреслау, 1859 г.
Примечания Я. И. Нейштадта.
1. e4 e5 2. Кf3 Кc6 3. Cf1- Сb5 Kc6 - Кd4 4. Кf3:d4 e5:d4 5. Cb5 - Сc4 Kg8 - f6
Теперь здесь играют 5. 0—0 и лишь на 5. …c6 — 6. Сa4 или 6. Сc4.
6. e4 - e5 d7 - d5 7. Cc4 - Сb3 Cc8 - Сg4?!
Остроумная, но несолидная попытка атаки, связанная с жертвой фигуры. Ошибка Андерсена позволяет чёрным осуществить свой замысел.
8. f2 - f3 Kf6 - Кe4 9. 0—0 d4 - d3 10. f3:g4?
За этот ход белые расплачиваются партией. Между тем, сыграв 10. Фe1!, они оставались с двумя легкими фигурами за ладью: 10… Сc5+ 11. Крh1 Кf2+ 12. Л:f2 С:f2 13. Ф:f2.
10. … Сf8 - Сc5+ 11. Крg1 - h1 Ke4 - Кg3+ 12. hg Фg5 13. Лf5 (см. диаграмму).
13. …h5!! 14. gh.
14. Л:g5 hg+.
14. …Ф:f5 15. g4 Л:h5+ 16. gh Фe4 17. Фf3 Фh4+. Белые сдались.

## Шахматная композиция
М. Ланге первым предложил составлять задачи на кооперативный мат (M. Lange, Schachzeitung 1854, № 12, с. 453).

## Сочинения
- Lehrbuch des Schachspiels, Halle 1856 (2-е изд. 1865).
- Sammlung neuer Schachpartien mit kritischen und historischen Noten. J. J. Weber, Leipzig 1857. Google Books.
- Paul Morphy. Skizze aus der Schachwelt. Veit & Comp., Leipzig 1859 (последующие изд. 1881, 1894).
- Handbuch der Schachaufgaben. Veit & Comp., Leipzig 1862. «Шахматные задачи» (формат PDF)
- Jahrbuch des Westdeutschen Schachbundes 1862 und 1863. Репринт — Edition Olms, Zürich 1984. ISBN 3283001162. Год 1862, Google Books.
- Abraham Lincoln der Wiederhersteller der Nordamerikanischen Union und der große Kampf der Nord- und Südstaaten während der Jahre 1861—1865, Otto Spamer, Leipzig 1866. Google Books.
- Макс Ланге. Авраам Линкольн и великая борьба между Северными и Южными американскими штатами в продолжение 1861-1865 годов. — СПб.: Куколь-Яспольского, 1867. — 474 с.